# Фомин, Сергей (теннисист)
Сергей Фомин (узб. Sergey Fomin; род. 1 февраля 2001, Ташкент) — узбекский профессиональный теннисист. Победитель двух турниров ATP Challenger (один из них в одиночном разряде); бронзовый призёр Универсиады 2021 года в одиночном разряде.
С 2022 года Фомин представляет Узбекистан на Кубке Дэвиса, где его рекорд W/L: 4—11.
Полуфиналист одного юниорского турнира Большого шлема в парном разряде (Открытый чемпионат Франции-2019); бывшая 23-я ракетка мира в юниорском рейтинге ITF (2019).

## Общая информация
Родился 1 февраля 2001 года в Ташкенте, в Узбекистане.

## Спортивная карьера
В августе 2023 года в Чэнду (Китай) он стал бронзовым призёром летней Универсиады в одиночном разряде, в полуфинале со счётом 3-6, 4-6 проиграв швейцарскому теннисисту Генри фон дер Шуленбургу, — который в итоге стал чемпионом этого турнира.

## Рейтинг на конец года
| Год  | Одиночный рейтинг | Парный рейтинг |
| 2024 | 522               | 1063           |
| 2023 | 728               | 400            |
| 2022 | 366               | 426            |
| 2021 | 690               | 520            |
| 2020 | 638               | 438            |
| 2019 | 728               | 411            |
| 2018 | 1066              | 1179           |
| 2017 | 989               | 1433           |
| 2016 | 1314              | 1597           |